# Giải bóng đá vô địch quốc gia Bỉ
Giải bóng đá vô địch quốc gia Bỉ (Pro League), tên chính thức là Jupiler Pro League vì lý do tài trợ, là giải đấu hàng đầu của các câu lạc bộ bóng đá tại Bỉ. Được thi đấu bởi 16 câu lạc bộ từ mùa giải 2023–24, giải đấu hoạt động theo hệ thống thăng hạng và xuống hạng với Challenger Pro League.
Mùa giải diễn ra từ đầu tháng 8 đến cuối tháng 3 năm sau, các đội thi đấu 30 trận trong mùa giải thông thường. Sau đó 16 đội tùy theo thứ hạng được chia làm 3 bảng: hạng 1 đến 6 thuộc bảng Play-off I, hạng 7 đến 12 thuộc bảng Play-off II và hạng 13 đến 16 thuộc bảng Play-off III. Các đội trong các bảng sẽ thi đấu vòng tròn hai lượt. Play-off I còn gọi là Play-off Champions để chọn ra nhà vô địch của mùa giải. Play-off III sẽ xác định 2 đội xuống hạng cùng 1 đội đá play-off với đội đứng thứ 3 của Challenger Pro League.
Giải đấu được Hiệp hội bóng đá Hoàng gia Bỉ thành lập năm 1895 và FC Liégeois là đội đầu tiên giành chiến thắng. Trong số 74 câu lạc bộ đã thi đấu ở giải hạng nhất kể từ khi thành lập, 16 câu lạc bộ đã lên ngôi vô địch Bỉ. Anderlecht là câu lạc bộ thành công nhất với 34 chức vô địch, tiếp theo là Club Brugge (19), Union Saint-Gilloise (12) và Standard Liège (10). Giải hiện đang đứng thứ 8 trong bảng xếp hạng các giải đấu của UEFA dựa trên thành tích ở các giải đấu châu Âu trong 5 năm qua. Giải đấu được xếp thứ 3 khi UEFA lần đầu tiên công bố bảng xếp hạng của họ vào năm 1979 và cả năm tiếp theo là 1980, đây là thứ hạng tốt nhất mà Giải hạng nhất Bỉ (First Division) từng đạt được.

## Thể thức của giải đấu

### Mùa giải 2024–25
| Câu lạc bộ     | Thành phố                | Mùa giải 2023–24         | Mùa đầu tiên của giai đoạn hiện tại |
| -------------- | ------------------------ | ------------------------ | ----------------------------------- |
| Anderlecht     | Bruxelles (Anderlecht)   | thứ 3                    | 1935–36                             |
| Antwerp        | Antwerp                  | thứ 6                    | 2017–18                             |
| Beerschot      | Antwerp                  | vô địch CPL (thăng hạng) | 2024–25                             |
| Cercle Brugge  | Bruges                   | thứ 4                    | 2018–19                             |
| Charleroi      | Charleroi                | thứ 13                   | 2012–13                             |
| Club Brugge    | Bruges                   | vô địch                  | 1959–60                             |
| Dender EH      | Denderleeuw              | á quân CPL (thăng hạng)  | 2024–25                             |
| Genk           | Genk                     | thứ 5                    | 1996–97                             |
| Gent           | Ghent                    | thứ 7                    | 1989–90                             |
| Kortrijk       | Kortrijk                 | thứ 14                   | 2008–09                             |
| Mechelen       | Mechelen                 | thứ 8                    | 2019–20                             |
| OH Leuven      | Leuven                   | thứ 10                   | 2020–21                             |
| Sint-Truiden   | Sint-Truiden             | thứ 9                    | 2015–16                             |
| Standard Liège | Liège                    | thứ 12                   | 1921–22                             |
| Union SG       | Bruxelles (Saint-Gilles) | á quân                   | 2021–22                             |
| Westerlo       | Westerlo                 | thứ 11                   | 2022–23                             |

## Các đội vô địch
| Mùa       | Vô địch (số lần)                                      | Á quân                                                | Hạng ba                                               |
| --------- | ----------------------------------------------------- | ----------------------------------------------------- | ----------------------------------------------------- |
| 1895–96   | FC Liégeois (1)                                       | Antwerp FC                                            | SC de Bruxelles                                       |
| 1896–97   | Racing de Bruxelles (1)                               | FC Liégeois                                           | Antwerp FC                                            |
| 1897–98   | FC Liégeois (2)                                       | Racing de Bruxelles                                   | Léopold Club                                          |
| 1898–99   | FC Liégeois (3)                                       | FC Brugeois                                           | Racing de Bruxelles và CS Brugeois                    |
| 1899–1900 | Racing de Bruxelles (2)                               | FC Brugeois                                           | Antwerp FC và CS Brugeois                             |
| 1900–01   | Racing de Bruxelles (3)                               | K Beerschot VAC                                       | Léopold Club                                          |
| 1901–02   | Racing de Bruxelles (4)                               | Léopold Club                                          | Union Saint-Gilloise                                  |
| 1902–03   | Racing de Bruxelles (5)                               | Union Saint-Gilloise                                  | K Beerschot VAC                                       |
| 1903–04   | Union Saint-Gilloise (1)                              | Racing de Bruxelles                                   | FC Brugeois                                           |
| 1904–05   | Union Saint-Gilloise (2)                              | Racing de Bruxelles                                   | FC Brugeois                                           |
| 1905–06   | Union Saint-Gilloise (3)                              | FC Brugeois                                           | Racing de Bruxelles                                   |
| 1906–07   | Union Saint-Gilloise (4)                              | Racing de Bruxelles                                   | FC Brugeois                                           |
| 1907–08   | Racing de Bruxelles (6)                               | Union Saint-Gilloise                                  | FC Brugeois                                           |
| 1908–09   | Union Saint-Gilloise (5)                              | Daring Club de Bruxelles                              | FC Brugeois                                           |
| 1909–10   | Union Saint-Gilloise (6)                              | FC Brugeois                                           | CS Brugeois                                           |
| 1910–11   | CS Brugeois (1)                                       | FC Brugeois                                           | Daring Club de Bruxelles                              |
| 1911–12   | Daring Club de Bruxelles (1)                          | Union Saint-Gilloise                                  | Racing de Bruxelles                                   |
| 1912–13   | Union Saint-Gilloise (7)                              | Daring Club de Bruxelles                              | Racing de Bruxelles                                   |
| 1913–14   | Daring Club de Bruxelles (2)                          | Union Saint-Gilloise                                  | CS Brugeois                                           |
| 1915–1919 | Giải đấu bị đình chỉ do Chiến tranh thế giới thứ nhất | Giải đấu bị đình chỉ do Chiến tranh thế giới thứ nhất | Giải đấu bị đình chỉ do Chiến tranh thế giới thứ nhất |
| 1919–20   | FC Brugeois (1)                                       | Union Saint-Gilloise                                  | Daring Club de Bruxelles                              |
| 1920–21   | Daring Club de Bruxelles (3)                          | Union Saint-Gilloise                                  | K Beerschot VAC                                       |
| 1921–22   | K Beerschot VAC (1)                                   | Union Saint-Gilloise                                  | Antwerp FC                                            |
| 1922–23   | Union Saint-Gilloise (8)                              | K Beerschot VAC                                       | CS Brugeois                                           |
| 1923–24   | K Beerschot VAC (2)                                   | Union Saint-Gilloise                                  | CS Brugeois                                           |
| 1924–25   | K Beerschot VAC (3)                                   | Antwerp FC                                            | Union Saint-Gilloise                                  |
| 1925–26   | K Beerschot VAC (4)                                   | R Standard Liege                                      | Daring Club de Bruxelles                              |
| 1926–27   | CS Brugeois (2)                                       | K Beerschot VAC                                       | R Standard Liege                                      |
| 1927–28   | K Beerschot VAC (5)                                   | R Standard Liege                                      | CS Brugeois                                           |
| 1928–29   | Antwerp FC (1)                                        | K Beerschot VAC                                       | RFC Malinois                                          |
| 1929–30   | CS Brugeois (3)                                       | Antwerp FC                                            | RFC Malinois                                          |
| 1930–31   | Antwerp FC (2)                                        | RFC Malinois                                          | K. Berchem Sport                                      |
| 1931–32   | K Liersche SK (1)                                     | Antwerp FC                                            | Union Saint-Gilloise                                  |
| 1932–33   | Union Saint-Gilloise (9)                              | Antwerp FC                                            | CS Brugeois                                           |
| 1933–34   | Union Saint-Gilloise (10)                             | Daring Club de Bruxelles                              | R Standard Liege                                      |
| 1934–35   | Union Saint-Gilloise (11)                             | K Liersche SK                                         | Daring Club de Bruxelles                              |
| 1935–36   | Daring Club de Bruxelles (4)                          | R Standard Liege                                      | Union Saint-Gilloise                                  |
| 1936–37   | Daring Club de Bruxelles (5)                          | K Beerschot VAC                                       | Union Saint-Gilloise                                  |
| 1937–38   | K Beerschot VAC (6)                                   | Daring Club de Bruxelles                              | Union Saint-Gilloise                                  |
| 1938–39   | K Beerschot VAC (7)                                   | K Liersche SK                                         | ROC de Charleroi                                      |
| 1939–1941 | Giải đấu bị đình chỉ do Chiến tranh thế giới thứ hai  | Giải đấu bị đình chỉ do Chiến tranh thế giới thứ hai  | Giải đấu bị đình chỉ do Chiến tranh thế giới thứ hai  |
| 1941–42   | K Liersche SK (2)                                     | K Beerschot VAC                                       | Antwerp FC                                            |
| 1942–43   | RFC Malinois (1)                                      | K Beerschot VAC                                       | K Liersche SK                                         |
| 1943–44   | Antwerp FC (3)                                        | RSC Anderlechtois                                     | K Beerschot VAC                                       |
| 1944–1945 | Giải đấu bị đình chỉ do Chiến tranh thế giới thứ hai  | Giải đấu bị đình chỉ do Chiến tranh thế giới thứ hai  | Giải đấu bị đình chỉ do Chiến tranh thế giới thứ hai  |
| 1945–46   | RFC Malinois (2)                                      | Antwerp FC                                            | RSC Anderlechtois                                     |
| 1946–47   | RSC Anderlechtois (1)                                 | ROC de Charleroi                                      | RFC Malinois                                          |
| 1947–48   | RFC Malinois (3)                                      | RSC Anderlechtois                                     | RFC Liégeois                                          |
| 1948–49   | RSC Anderlechtois (2)                                 | K. Berchem Sport                                      | R Standard Liege                                      |
| 1949–50   | RSC Anderlechtois (3)                                 | K. Berchem Sport                                      | RC Mechelen KM                                        |
| 1950–51   | RSC Anderlechtois (4)                                 | K. Berchem Sport                                      | RC Mechelen KM                                        |
| 1951–52   | RFC Liégeois (4)                                      | RC Mechelen KM                                        | Antwerp FC                                            |
| 1952–53   | RFC Liégeois (5)                                      | RSC Anderlechtois                                     | R Beerschot AC                                        |
| 1953–54   | RSC Anderlechtois (5)                                 | KFC Malinois                                          | ARA La Gantoise                                       |
| 1954–55   | RSC Anderlechtois (6)                                 | ARA La Gantoise                                       | R Standard Liege                                      |
| 1955–56   | RSC Anderlechtois (7)                                 | Antwerp FC                                            | Union Saint-Gilloise                                  |
| 1956–57   | Antwerp FC (4)                                        | RSC Anderlechtois                                     | ARA La Gantoise                                       |
| 1957–58   | R Standard Liege (1)                                  | Antwerp FC                                            | ARA La Gantoise                                       |
| 1958–59   | RSC Anderlechtois (8)                                 | RFC Liégeois                                          | R Standard Liege                                      |
| 1959–60   | K Lierse SK (3)                                       | RSC Anderlechtois                                     | K Waterschei SV Thor                                  |
| 1960–61   | R Standard Liege (2)                                  | RFC Liégeois                                          | RSC Anderlechtois                                     |
| 1961–62   | RSC Anderlechtois (9)                                 | R Standard Liege                                      | Antwerp FC                                            |
| 1962–63   | R Standard Liege (3)                                  | Antwerp FC                                            | RSC Anderlechtois                                     |
| 1963–64   | RSC Anderlechtois (10)                                | K Beeringen FC                                        | R Standard Liege                                      |
| 1964–65   | RSC Anderlechtois (11)                                | R Standard Liege                                      | R Beerschot AC                                        |
| 1965–66   | RSC Anderlechtois (12)                                | K Sint-Truidense VV                                   | R Standard Liege                                      |
| 1966–67   | RSC Anderlechtois (13)                                | RFC Brugeois                                          | RFC Liégeois                                          |
| 1967–68   | RSC Anderlechtois (14)                                | RFC Brugeois                                          | R Standard Liege                                      |
| 1968–69   | R Standard Liege (4)                                  | R Charleroi SC                                        | K Lierse SK                                           |
| 1969–70   | R Standard Liege (5)                                  | RFC Brugeois                                          | ARA La Gantoise                                       |
| 1970–71   | R Standard Liege (6)                                  | RFC Brugeois                                          | RSC Anderlechtois                                     |
| 1971–72   | RSC Anderlechtois (15)                                | RFC Brugeois                                          | R Standard Liege                                      |
| 1972–73   | Club Brugge KV (2)                                    | R Standard Liege                                      | RR White                                              |
| 1973–74   | RSC Anderlechtois (16)                                | Antwerp FC                                            | R White Daring Molenbeek                              |
| 1974–75   | R White Daring Molenbeek (1)                          | Antwerp FC                                            | RSC Anderlechtois                                     |
| 1975–76   | Club Brugge KV (3)                                    | RSC Anderlechtois                                     | R White Daring Molenbeek                              |
| 1976–77   | Club Brugge KV (4)                                    | RSC Anderlechtois                                     | R Standard Liege                                      |
| 1977–78   | Club Brugge KV (5)                                    | RSC Anderlechtois                                     | R Standard Liege                                      |
| 1978–79   | KSK Beveren (1)                                       | RSC Anderlechtois                                     | R Standard Liege                                      |
| 1979–80   | Club Brugge KV (6)                                    | R Standard Liege                                      | R White Daring Molenbeek                              |
| 1980–81   | RSC Anderlecht (17)                                   | KSC Lokeren                                           | Standard Liege                                        |
| 1981–82   | Standard Liege (7)                                    | RSC Anderlecht                                        | KAA Gent                                              |
| 1982–83   | Standard Liege (8)                                    | RSC Anderlecht                                        | Antwerp FC                                            |
| 1983–84   | KSK Beveren (2)                                       | RSC Anderlecht                                        | Club Brugge KV                                        |
| 1984–85   | RSC Anderlecht (18)                                   | Club Brugge KV                                        | RFC Liège                                             |
| 1985–86   | RSC Anderlecht (19)                                   | Club Brugge KV                                        | Standard Liege                                        |
| 1986–87   | RSC Anderlecht (20)                                   | KV Mechelen                                           | Club Brugge KV                                        |
| 1987–88   | Club Brugge KV (7)                                    | KV Mechelen                                           | Antwerp FC                                            |
| 1988–89   | KV Mechelen (4)                                       | RSC Anderlecht                                        | RFC Liège                                             |
| 1989–90   | Club Brugge KV (8)                                    | RSC Anderlecht                                        | KV Mechelen                                           |
| 1990–91   | RSC Anderlecht (21)                                   | KV Mechelen                                           | KAA Gent                                              |
| 1991–92   | Club Brugge KV (9)                                    | RSC Anderlecht                                        | Standard Liege                                        |
| 1992–93   | RSC Anderlecht (22)                                   | Standard Liege                                        | KV Mechelen                                           |
| 1993–94   | RSC Anderlecht (23)                                   | Club Brugge KV                                        | RFC Seraing                                           |
| 1994–95   | RSC Anderlecht (24)                                   | Standard Liege                                        | Club Brugge KV                                        |
| 1995–96   | Club Brugge KV (10)                                   | RSC Anderlecht                                        | Germinal Ekeren                                       |
| 1996–97   | Lierse SK (4)                                         | Club Brugge KV                                        | Excelsior Mouscron                                    |
| 1997–98   | Club Brugge KV (11)                                   | KRC Genk                                              | Germinal Ekeren                                       |
| 1998–99   | KRC Genk (1)                                          | Club Brugge KV                                        | RSC Anderlecht                                        |
| 1999–2000 | RSC Anderlecht (25)                                   | Club Brugge KV                                        | KAA Gent                                              |
| 2000–01   | RSC Anderlecht (26)                                   | Club Brugge KV                                        | Standard Liege                                        |
| 2001–02   | KRC Genk (2)                                          | Club Brugge KV                                        | RSC Anderlecht                                        |
| 2002–03   | Club Brugge KV (12)                                   | RSC Anderlecht                                        | KSC Lokeren                                           |
| 2003–04   | RSC Anderlecht (27)                                   | Club Brugge KV                                        | Standard Liege                                        |
| 2004–05   | Club Brugge KV (13)                                   | RSC Anderlecht                                        | KRC Genk                                              |
| 2005–06   | RSC Anderlecht (28)                                   | Standard Liege                                        | Club Brugge KV                                        |
| 2006–07   | RSC Anderlecht (29)                                   | KRC Genk                                              | Standard Liege                                        |
| 2007–08   | Standard Liege (9)                                    | RSC Anderlecht                                        | Club Brugge KV                                        |
| 2008–09   | Standard Liege (10)                                   | RSC Anderlecht                                        | Club Brugge KV                                        |
| 2009–10   | RSC Anderlecht (30)                                   | KAA Gent                                              | Club Brugge KV                                        |
| 2010–11   | KRC Genk (3)                                          | Standard Liege                                        | RSC Anderlecht                                        |
| 2011–12   | RSC Anderlecht (31)                                   | Club Brugge KV                                        | KRC Genk                                              |
| 2012–13   | RSC Anderlecht (32)                                   | SV Zulte Waregem                                      | Club Brugge KV                                        |
| 2013–14   | RSC Anderlecht (33)                                   | Standard Liege                                        | Club Brugge KV                                        |
| 2014–15   | KAA Gent (1)                                          | Club Brugge KV                                        | RSC Anderlecht                                        |
| 2015–16   | Club Brugge KV (14)                                   | RSC Anderlecht                                        | KAA Gent                                              |
| 2016–17   | RSC Anderlecht (34)                                   | Club Brugge KV                                        | KAA Gent                                              |
| 2017–18   | Club Brugge KV (15)                                   | Standard Liege                                        | RSC Anderlecht                                        |
| 2018–19   | KRC Genk (4)                                          | Club Brugge KV                                        | Standard Liege                                        |
| 2019-20   | Club Brugge KV (16)                                   | KAA Gent                                              | R. Charleroi S.C                                      |
| 2020–21   | Club Brugge (17)                                      | K.R.C Genk                                            | Antwerp FC                                            |
| 2021–22   | Club Brugge (18)                                      | Union Saint-Gilloise                                  | RSC Anderlecht                                        |
| 2022–23   | Royal Antwerp (5)                                     | KRC Genk                                              | Union Saint-Gilloise                                  |
| 2023–24   | Club Brugge (19)                                      | Union Saint-Gilloise                                  | RSC Anderlecht                                        |
| 2024–25   | Union Saint-Gilloise (12)                             | Club Brugge                                           | K.R.C Genk                                            |

## Thống kê
- In đậm: thi đấu ở mùa giải 2025–26.
- In nghiêng: đã giải thể hoặc sáp nhập.

| Câu lạc bộ               | Vô địch | Á quân | Mùa giải vô địch |
| ------------------------ | ------- | ------ | --- |
| RSC Anderlecht ·         | 34      | 21     | 1946–47, 1948–49, 1949–50, 1950–51, 1953–54, 1954–55, 1955–56, 1958–59, 1961–62, 1963–64, 1964–65, 1965–66, 1966–67, 1967–68, 1971–72, 1973–74, 1980–81, 1984–85, 1985–86, 1986–87, 1990–91, 1992–93, 1993–94, 1994–95, 1999–2000, 2000–01, 2003–04, 2005–06, 2006–07, 2009–10, 2011–12, 2012–13, 2013–14, 2016–17 |
| Club Brugge KV ·         | 19      | 24     | 1919–20, 1972–73, 1975–76, 1976–77, 1977–78, 1979–80, 1987–88, 1989–90, 1991–92, 1995–96, 1997–98, 2002–03, 2004–05, 2015–16, 2017–18, 2019–20, 2020–21, 2021–22, 2023–24 |
| R Union Saint-Gilloise · | 12      | 10     | 1903–04, 1904–05, 1905–06, 1906–07, 1908–09, 1909–10, 1912–13, 1922–23, 1932–33, 1933–34, 1934–35, 2024–25 |
| Standard Liège ·         | 10      | 13     | 1957–58, 1960–61, 1962–63, 1968–69, 1969–70, 1970–71, 1981–82, 1982–83, 2007–08, 2008–09 |
| K Beerschot VAC          | 7       | 7      | 1921–22, 1923–24, 1924–25, 1925–26, 1927–28, 1937–38, 1938–39 |
| Racing de Bruxelles      | 6       | 4      | 1896–97, 1899–1900, 1900–01, 1901–02, 1902–03, 1907–08 |
| R Antwerp FC             | 5       | 11     | 1928–29, 1930–31, 1943–44, 1956–57, 2022–23 |
| Daring de Bruxelles      | 5       | 4      | 1911–12, 1913–14, 1920–21, 1935–36, 1936–37 |
| RFC Liège                | 5       | 3      | 1895–96, 1897–98, 1898–99, 1951–52, 1952–53 |
| KV Mechelen              | 4       | 5      | 1942–43, 1945–46, 1947–48, 1988–89 |
| KRC Genk                 | 4       | 4      | 1998–99, 2001–02, 2010–11, 2018-19 |
| K Lierse SK              | 4       | 2      | 1931–32, 1941–42, 1959–60, 1996–97 |
| Cercle Brugge KSV        | 3       | 0      | 1910–11, 1926–27, 1929–30 |
| KSK Beveren              | 2       | 0      | 1978–79, 1983–84 |
| KAA Gent                 | 1       | 3      | 2014–15 |
| RWD Molenbeek            | 1       | 0      | 1974–75 |
| K Berchem Sport          | 0       | 3      | |
| R Charleroi SC           | 0       | 1      | |
| KSC Lokeren              | 0       | 1      | |
| SV Zulte Waregem         | 0       | 1      | |
| K Sint-Truiden VV        | 0       | 1      | |
| R Léopold Club           | 0       | 1      | |
| ROC de Charleroi         | 0       | 1      | |
| KRC Mechelen             | 0       | 1      | |
| K Beringen FC            | 0       | 1      | |